# Yvette Nagel
Yvette Nagel (Hilversum, 21 juli 1964) is een Nederlands schaakster. Ze is een FIDE meester bij de vrouwen (WFM). In 1988 behaalde ze haar master in de communicatiewetenschappen aan de Universiteit van Amsterdam en in 2010 een master in bestuurskunde, besturen van veiligheid aan de Vrije Universiteit van Amsterdam. 
Yvette is getrouwd met grootmeester Yasser Seirawan en ze is de dochter van de bekende politicus Jan Nagel die het Nederlands kampioenschap schaken 2006 naar Hilversum gehaald heeft.
In 1981 was Yvette kampioen van Nederland bij de meisjes en in 1983 vertegenwoordigde ze Nederland bij het wereldkampioenschap in Mexico. Yvette was jarenlang actief als schaakjournaliste met onder andere (live) reportages voor NOS Langs de Lijn, 't Hek van de Dam en het radiojournaal vanuit diverse lokaties over de wereld. Ook versloeg ze het vierde "Broekhuis NK 2000 toernooi" waarin voor het eerst een schaakcomputer meespeelde. Ze was co-founder en bestuurslid van "America's Foundation for Chess" in Seattle. In 2001 stond ze aan het hoofd van het team dat enkele jaren het schaakkampioenschap van de Verenigde Staten in Seattle organiseerde. Ook was ze organisatorisch betrokken bij de summit match VS - China in Seattle in 2001 en de return match een jaar later in China. Daarnaast heeft ze voor de Koninklijke Nederlandse Schaakbond vele malen het NK schaken georganiseerd.
Op 12 maart 2005 werd in Alphen aan den Rijn het Nederlands kampioenschap snelschaak voor dames gespeeld dat met 7 uit 9 door Linda Jap Tjoen San gewonnen werd. Yvette werd met 6,5 uit 9 gedeeld tweede. 
Na jarenlang gespeeld te hebben bij schaakvereniging Amsterdam West (voorheen Tal/DCG) speelt ze nu in haar woonplaats bij het Hilversums Schaakgenootschap (HSG).  